# 茨木酒造
茨木酒造合名会社（いばらきしゅぞう）は兵庫県明石市魚住町にある日本酒の蔵元である。
明石周辺は古くより酒造りの本場である神戸の灘にたいして西灘と呼ばれ、酒造りが盛んであった。明治時代の最盛期には酒蔵が60軒から70軒ほどあり、1911年（明治44年）の明石港からの主要輸出物は清酒で2万3千石あった。

## 沿革
- 1848年（嘉永元年）- 創業。
- 2014年（平成16年）- 9代目がオーナー杜氏となる。8代目は営業担当へ。
- 2019年（平成31年）- ホームページ公開。

## 特徴
- 酒米には兵庫県産山田錦[5]を使用。
- 甘酒は米と麹だけを使った本物[6]、ノンアルコール。
- 9代目になってから仕込みはオーナー杜氏1人で行っている。
- 花酵母を使った新しい日本酒の開発。

## 商品
- 代表銘柄は、来楽。
- 甘酒
- 花酵母を使ったシリーズ[2]

## アクセス
- 山陽電車「魚住駅」より徒歩6分。

## その他

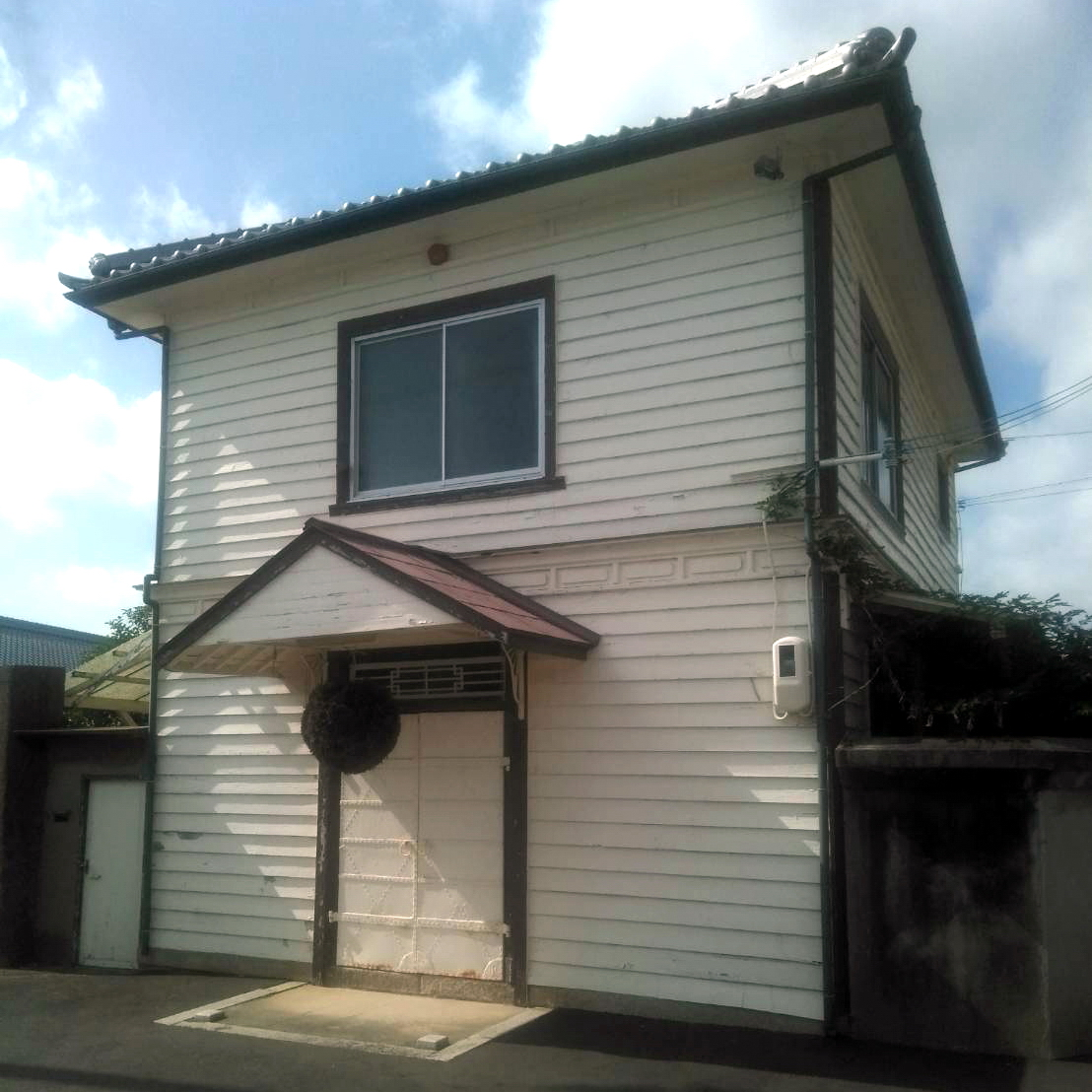
茨木酒造 洋館

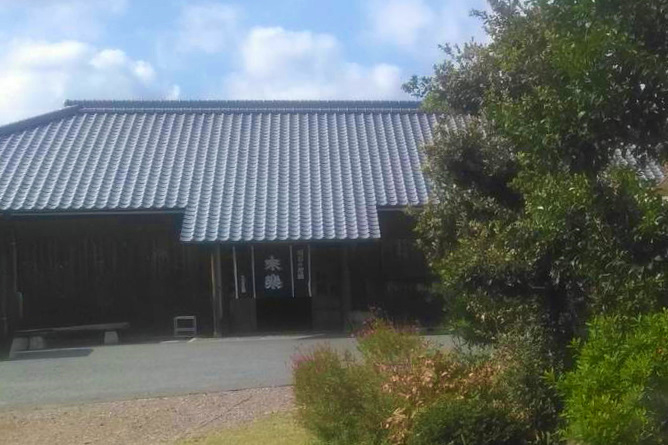
茨木酒造

2008年（平成20年）以下の建築物7棟が兵庫県の登録有形文化財に登録された。
| 建物名   | 時代 年代 |
| -------- | --------- |
| 事務所   | 大正初期  |
| 仕込み蔵 | 明治中期  |
| 精米所   | 明治中期  |
| 澄まし蔵 | 明治中期  |
| 倉庫     | 明治中期  |
| 引返し蔵 | 大正初期  |
| 瓶詰め場 | 大正初期  |

## 明石市内にある蔵元
- 明石市内にある蔵元の一覧[8]。

| 名柄名 | 会社名             | 郵便番号 | 住 所              |
| ------ | ------------------ | -------- | ------------------ |
| 明石鯛 | 明石酒類醸造（株） | 673-0871 | 大蔵八幡町1-3      |
| 来楽   | 茨木酒造（名）     | 674-0084 | 魚住町西岡1377     |
| 神鷹   | 江井ヶ嶋酒造（株） | 674-0065 | 大久保町西島919    |
| 大和鶴 | 大和酒造（株）     | 674-0065 | 大久保町西島1063-2 |
| 空乃鶴 | 西海酒造（株）     | 674-0071 | 魚住町金ヶ崎1350   |
| 赤石   | 太陽酒造（株）     | 674-0064 | 大久保町江井島789  |